# Notranjsko podolje
Notranjsko podolje je nekaj kilometrov širok pas nižjega sveta od Babnega polja na jugovzhodu do Godoviča na severovzhodu. Na zahodu ga obdajajo planote Snežnika, Javornikov in Hrušice, na severozahodu Idrijsko hribovje, na severu in severovzhodu nizek planotast svet Rovtarskih Žibrš in Zaplane, na vzhodu pa planote med Raskovcem (656 m) in Oblim vrhom (700 m). Od tod poteka meja po robu Logaškega ravnika do Slivnice (1114 m), kjer se svet, ki obdaja Notranjsko podolje, strmo dvigne. Na jugovzhodu obdajata podolje planota Bloke in višji svet Racne gore (1140 m).
Pokrajina se deli na Babno polje, Loško polje, Cerkniško polje, Rakovško uvalo, Rakov Škocjan, Planinsko polje, Logaški ravnik, Logaško polje in Hotenjski ravnik. Zaradi slabih naravnih razmer, zlasti podnebnih, se ljudi je v glavnem ukvarjajo z gozdarstvom in živinorejo, glavni viri zaslužka pa so delovna mesta v sosedstvu. Na ravninskem delu, ki leži nad poplavnim svetom, prevladujejo njive in travniki. Število prebivalcev na tem območju upada.